# جون هابارد
جون هابارد (بالإنجليزية: John Hubbard)‏ هو رسام أمريكي، ولد في 1931 في كونيتيكت في الولايات المتحدة، وتوفي في 6 يناير 2017.